# إلسي دريغس، أيداهو
إلسي دريغس، أيداهو (بالإنجليزية: Elsie Driggs) (و. 1898 – 1992 م) هي رسامة من الولايات المتحدة الأمريكية. ولدت في هارتفورد، كونيتيكت.
توفيت في مدينة نيويورك.